# آنته مارکویچ
آنته مارکوویچ (به صربی: Ante Marković)، (زاده ۲۵ نوامبر ۱۹۲۴ – درگذشته ۲۸ نوامبر ۲۰۱۱) آخرین نخست‌وزیر یوگسلاوی سابق بود.

## زندگی‌نامه
آنته مارکویچ که کرووات بود، در بوسنی متولد شده بود. او در ماه مارس ۱۹۸۹ نخست‌وزیر یوگسلاوی شد. دو سال بعد این کشور تجزیه شد.
او در زمان نخست وزیری خود تلاش زیادی کرد تا مانع از فروپاشی یوگسلاوی شود.
وی صبح روز دوشنبه ۲۸ نوامبر ۲۰۱۱ در منزلش در زاگرب در سن ۸۷ سالگی درگذشت.